# Agnozja wzrokowa
Agnozja wzrokowa – rodzaj agnozji polegający na niezdolności rozpoznawania obiektów za pomocą wzroku, przy jednoczesnym braku pierwotnych deficytów sensorycznych ani upośledzenia funkcji intelektualnych.
Zaburzenie po raz pierwszy opisał Zygmunt Freud w 1891 roku, ale znane było już wcześniej. W 1890 roku Heinrich Lissauer opisał dwa rodzaje zaburzeń rozpoznawania: postać apercepcyjną oraz asocjacyjną. W agnozji apercepcyjnej deficyty występują w procesie przetwarzania bodźców w całościowe spostrzeżenie, natomiast w agnozji asocjacyjnej spostrzeżenie zostaje utworzone, jednak nie wywołuje śladów pamięciowych, które są konieczne aby nadać spostrzeżeniu znaczenie.
Wyróżnia się kilka rodzajów agnozji wzrokowej:
- wzrokowa agnozja przedmiotów
- agnozja symultatywna (symultanagnozja)
- agnozja wzrokowo-przestrzenna
- agnozja twarzy (prozopagnozja)
- agnozja barw
- czysta ślepota słów (aleksja agnostyczna)

Wszystkie rodzaje agnozji wzrokowej są spowodowane uszkodzeniem płatów potylicznych.